# Egmont von Brünneck
Heinrich Magnus Egmont von Brünneck (* 19. Dezember 1842 in Bellschwitz; † 22. März 1916) war ein deutscher Verwaltungs- und Hofbeamter.

## Leben
Egmont von Brünneck wurde geboren als Sohn des Rittergutsbesitzers, Landrats und Parlamentariers Siegfried von Brünneck-Bellschwitz und der Johanna geb. von Schön. Nach dem Besuch des Altstädtischen Gymnasiums in Königsberg studierte er an der Friedrich-Wilhelms-Universität Berlin und der Rheinischen Friedrich-Wilhelms-Universität Bonn Rechts- und Kameralwissenschaften. 1863 wurde er wie sein älterer Bruder Roland von Brünneck-Bellschwitz Mitglied des Corps Borussia Bonn. 1865 wurde er in zum Dr. iur. promoviert. Nach dem Studium trat er in den preußischen Staatsdienst ein. Ab 1876 war er Amtmann des Amts Hannover, von 1885 bis 1904 erster Landrat des neu gegründeten Kreises Hannover.
Von Brünneck war Mitglied des Provinzialausschusses der Provinz Hannover, Königlicher Kammerherr und Ehrenkommendator und Sekretär des Johanniterordens. Er nahm am Deutschen Krieg und am Deutsch-Französischen Krieg teil. Im September 1870 wurde er bei Milly verwundet. Er war verheiratet mit Hyma von Krosigk (* 24. Dezember 1852 in Berlin; † 19. August 1938 in Trebnitz), das Ehepaar hatte keine Nachfahren.

## Ehrungen
- Ehrenmitglied des Corps Borussia Bonn

## Schriften
- De auctoritatis qua Prussiae ordines sub Ordinis Teutonici imperio utebantur initio et incremento. Dissertation, (mit Lebenslauf in Latein), Bonn, 1865 S. 93.
- Prinz Albrecht von Preußen als Herrenmeister des Johanniterordens, 1908.[3][4]